# 10 janvier 2008
Le jeudi 10 janvier 2008 est le 10e jour de l'année 2008.

## Décès
- Abdelaziz Gorgi (né le 2 juin 1928), artiste tunisien
- Andrés Henestrosa (né le 30 novembre 1906), personnalité politique mexicaine
- Angela Ghelber (née le 21 janvier 1926), poète vaudoise d'origine roumaine
- Christopher Bowman (né le 30 mars 1967), patineur artistique américain
- Jonathan Goodman (né le 17 janvier 1931), historien et  écrivain britannique, auteur de roman policier
- Maila Nurmi (née le 11 décembre 1922), actrice finno-américaine
- Mikhaïl Minine (né le 29 juillet 1922), soldat soviétique

## Événements
- Découverte de (210425) Imogene
- Début de l'émission de télé réalité :  Celebrity Rehab
- Sortie du film Control
- Sortie du film El Ratón Pérez
- Sortie du film Je suis une légende
- Sortie du film Linger
- Sortie du jeu vidéo Moai Better Blues
- Californie : Le gouverneur Arnold Schwarzenegger annonce des coupes budgétaires sévères destinées à réduire le déficit de l'État.
- Colombie : Clara Rojas et l'ancien député, Consuelo González de Perdomo, otages des FARC (Forces armées révolutionnaires de Colombie) sont libérées et remis aux émissaires du Président vénézuélien Hugo Chávez. Leur libération, initialement prévue fin décembre, avait alors capoté.